# Ангарии
Ангарии, или дельфинулы (лат. Angaria), — род морских брюхоногих моллюсков, единственный современный в семействе Angariidae.

## Описание
Моллюски средних размеров с раковинами до 60—80 мм в диаметре. Раковина спиральная, толстостенная. Окраска раковин различная: сероватая, розовая и зеленоватая, вишнёво-коричневая, бледно фиолетовая. Раковина моллюсков крепкая, дисковидной формы. Поверхность многих видов со спиральными рядами рёбер, бугорков, отростков. По плечу оборотов раковины располагаются наиболее крупные выросты, переходящие в шипы или лопасти. Устье у раковин круглое либо округло-квадратное с перламутром. Крышечка роговая.
Моллюски встречаются на мелководьях, преимущественно на каменистых участках либо среди коралловых рифов. Питаются водорослями.

## Ареал
Большинство видов распространено по побережью Юго-Восточной Азии. Также встречаются от восточной Африки до Австралии, в Индокитае и на Филиппинах.

## Виды
- Angaria aculeata (Reeve, 1843)
- Angaria carmencita Günther, 2007[3]
- Angaria delphinus (Linnaeus, 1758) — Ангария дельфин
- Angaria formosa (Reeve, 1843)
- † Angaria gwynae Allison, 1955[4]
- Angaria javanica K. Monsecour & D. Monsecour, 1999
- Angaria lilianae (K. Monsecour & D. Monsecour, 2000)
- Angaria melanacantha (Reeve, 1842) — Черношипая ангария
- Angaria neglecta Poppe & Goto, 1993
- Angaria nhatrangensis Dekker, 2006[5]
- Angaria nodosa (Reeve, 1843)
- † Angaria pakistanica Eames, 1952[6]
- Angaria poppei (K. Monsecour & D. Monsecour, 1999)
- Angaria rugosa (Kiener, 1873)
- † Angaria subcalcar D’Orbigny, 1850[7]
- Angaria sphaerula (L. C. Kiener, 1839)
- Angaria turpini K. Monsecour & D. Monsecour, 2006[8]
- Angaria tyria (Reeve, 1842)
- Angaria vicdani (S. Kosuge, 1980) — Ангария Виктора Дана

Виды, сведённые в синонимы
- Angaria laciniata (Lamarck, 1816), сведён в синонимы вида Angaria delphinus (Linnaeus, 1758).

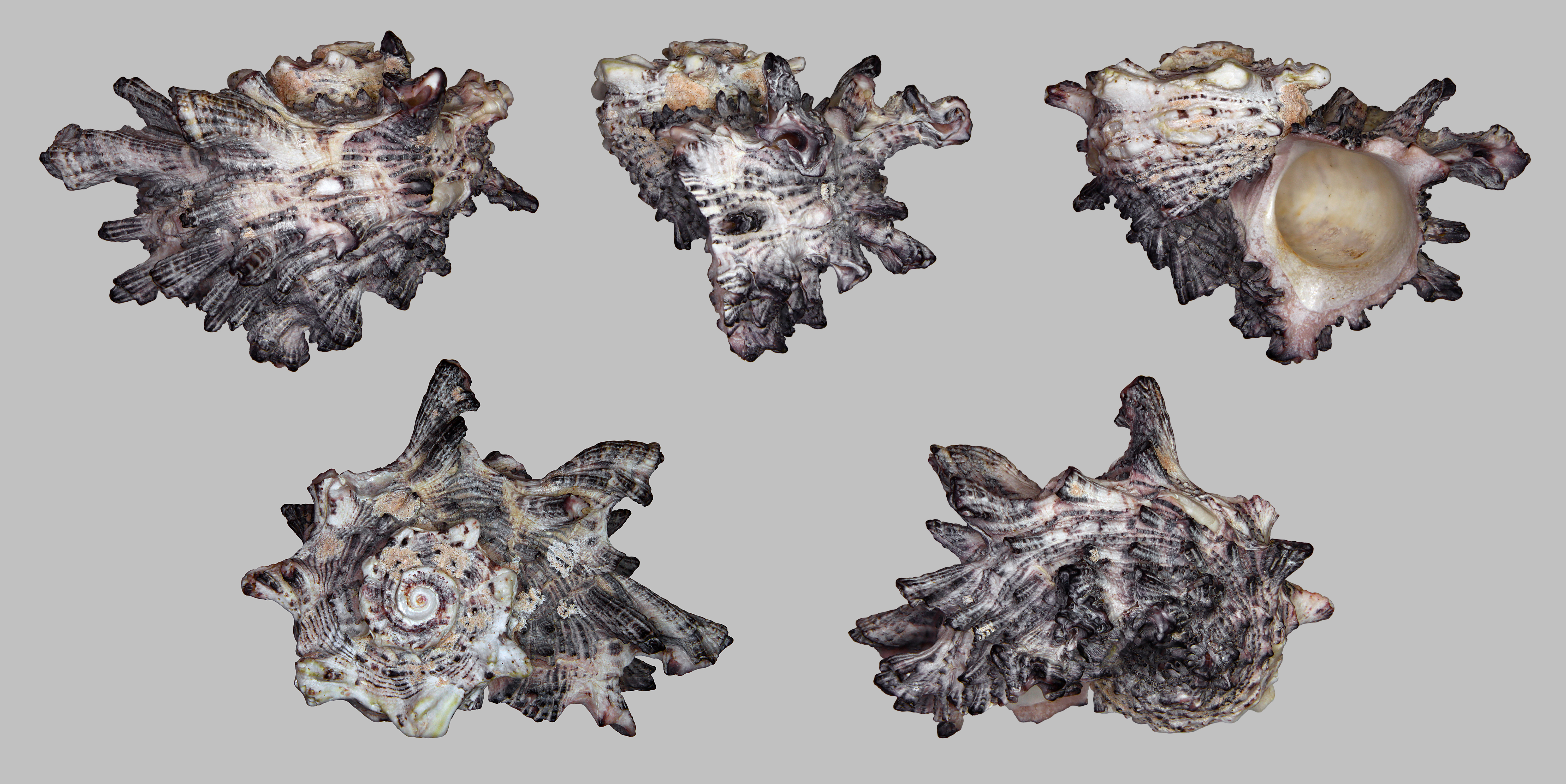
Angaria delphinus
Angaria nodosa
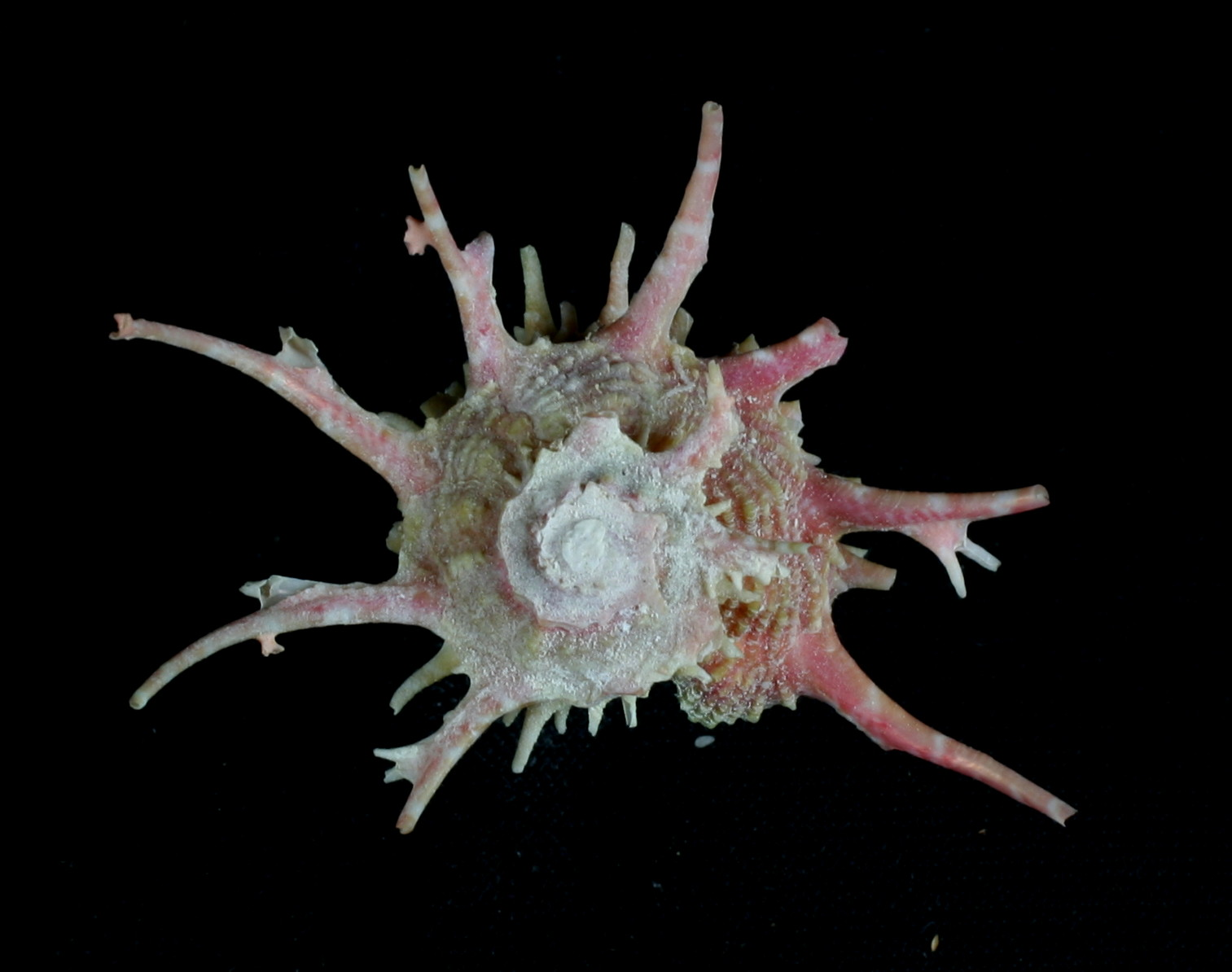
Angaria vicdani
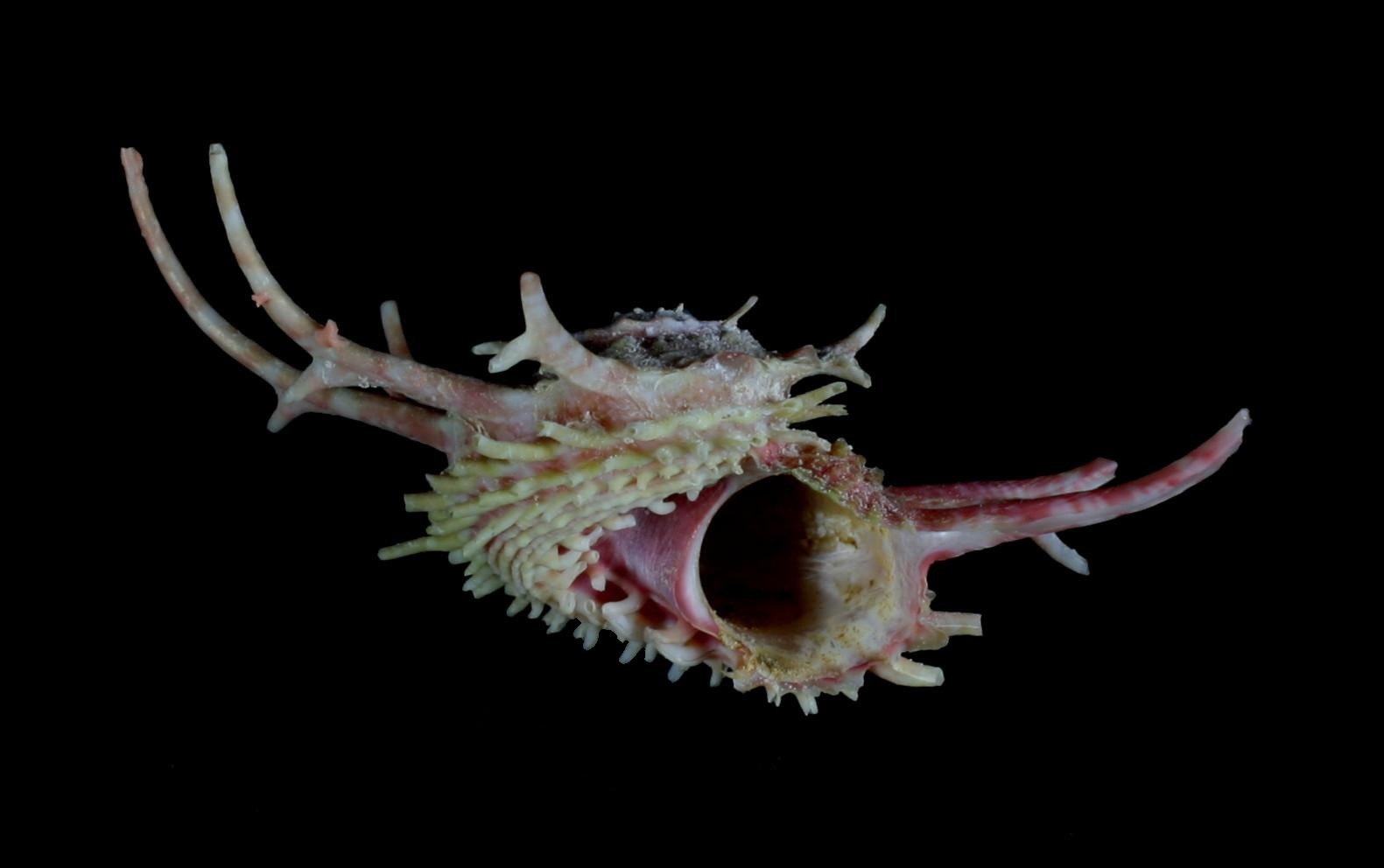
Angaria vicdani
Angaria aculeata
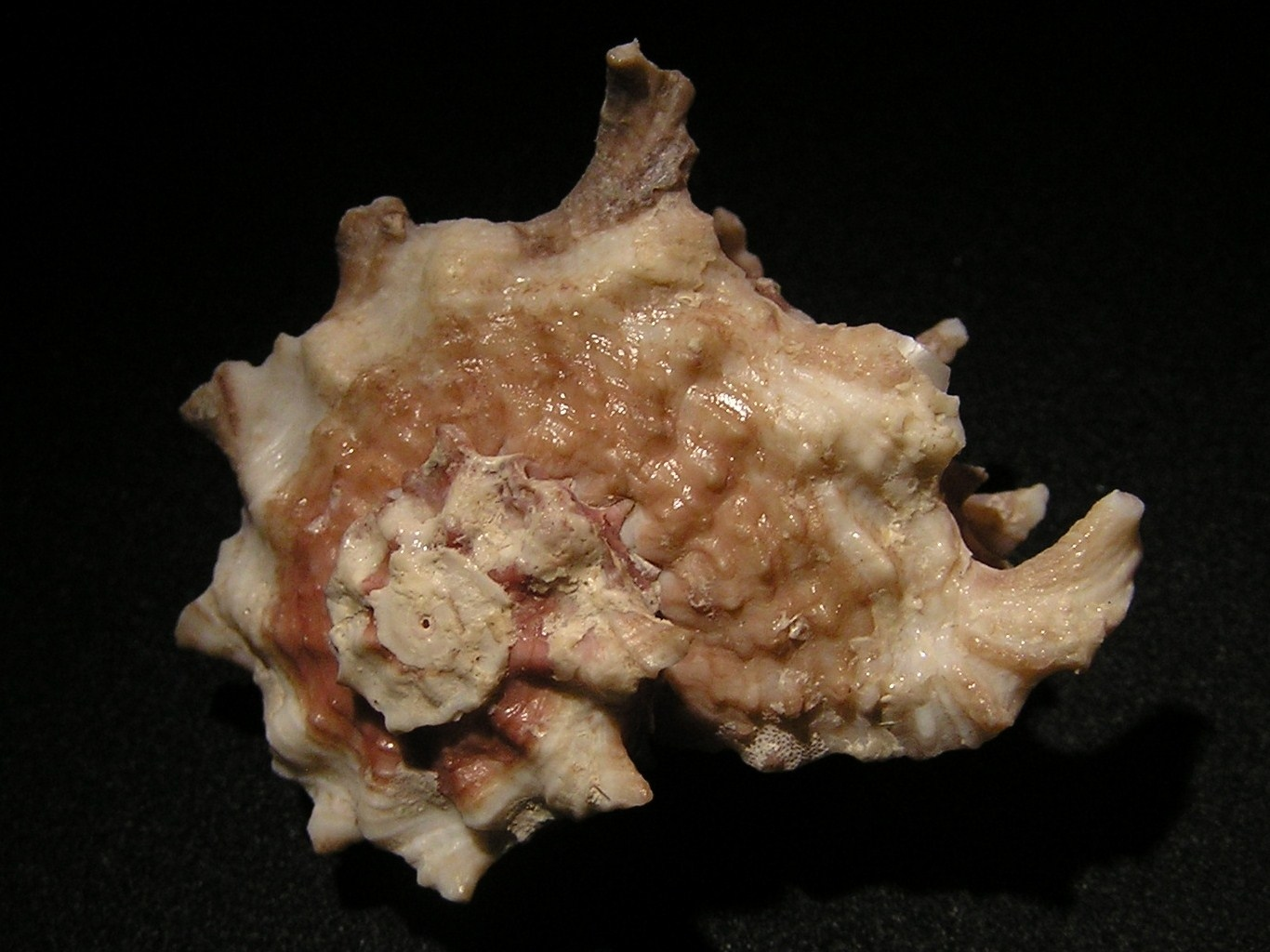
Angaria formosa
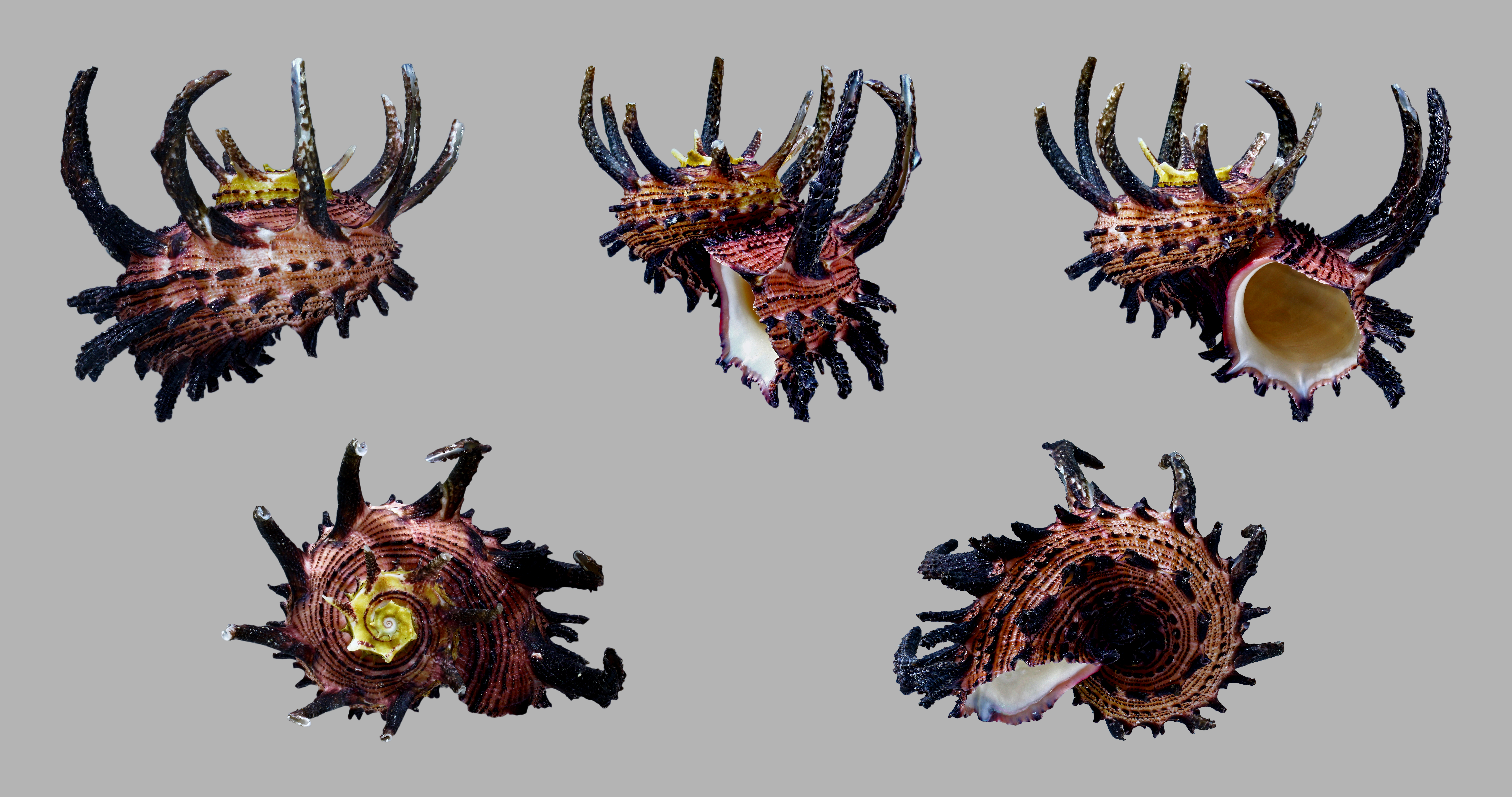
Angaria melanacantha
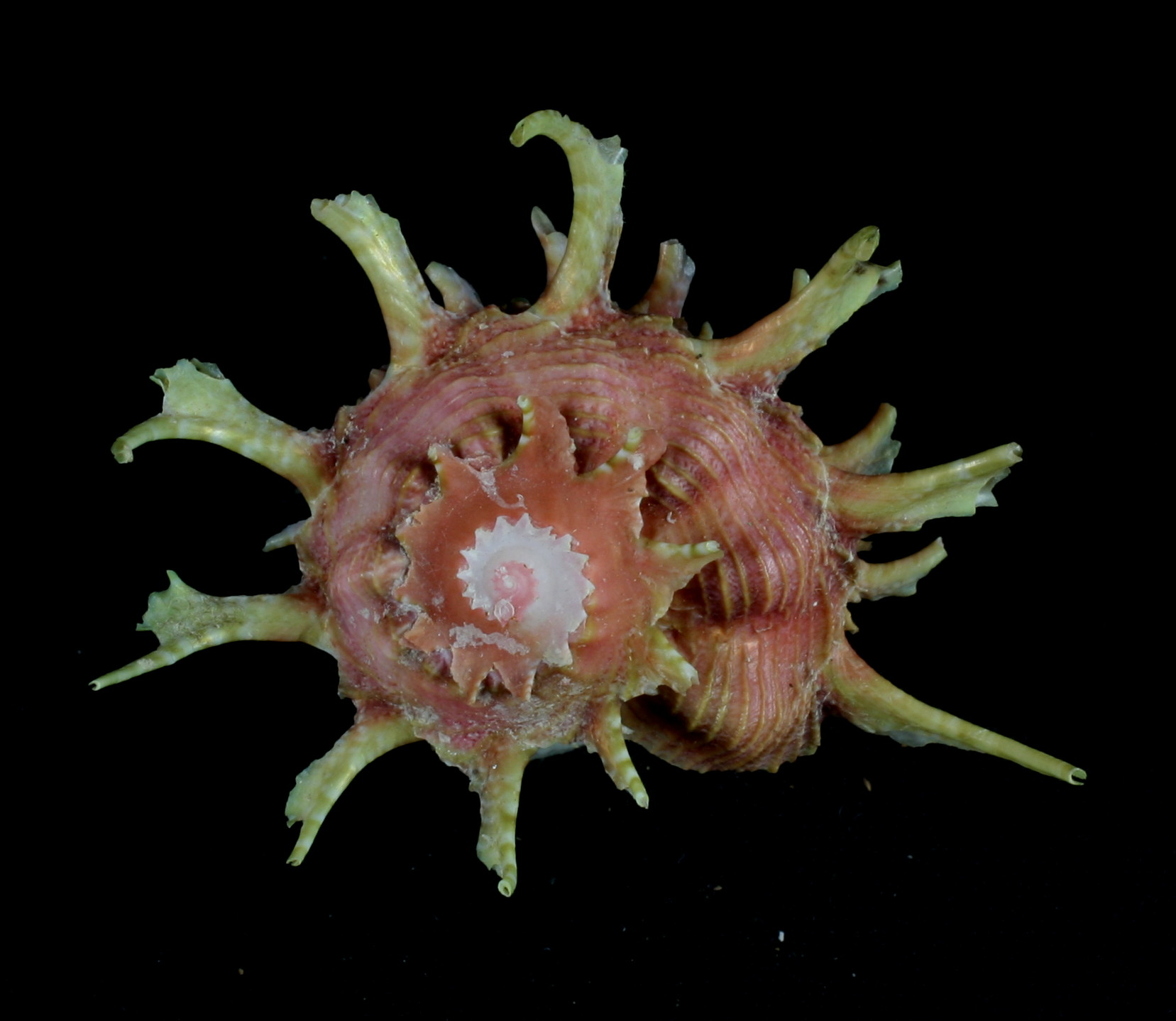
Angaria sphaerula